# راه‌آهن هلنیک
راه‌آهن هلنیک (یونانی: Οργανισμός Σιδηροδρόμων Ελλάδος) شرکت دولتی ترابری ریلی یونانی است، که در سال ۱۹۷۱ تأسیس شد.